# Lotta Finstorp
Eva Sofia Katarina Lotta Finstorp, född 4 december 1958 i Vimmerby stadsförsamling i Kalmar län, är en svensk socionom och politiker (moderat). Sedan den 1 februari 2021 är hon landshövding i Norrbottens län.

## Biografi
Lotta Finstorp avlade socionomexamen 1982 vid Högskolan i Örebro (nuvarande Örebro universitet). Hon var därefter ridlärare på Finntorps gård i Flens kommun 1973-1982. Hon arbetade sedan som socialsekreterare och kurator.
Hon var oppositionsråd i Flens kommun 1999–2002, och kommunstyrelsens ordförande 2002–2006. Hon var ordförande i landstingsstyrelsen i Södermanland 2007–2008.
Finstorp var riksdagsledamot för Södermanlands läns valkrets 2010–2021. Under sin tid i riksdagen var hon bland annat ledamot i kulturutskottet (andre vice ordförande 2019–2021), socialförsäkringsutskottet och skatteutskottet, samt suppleant i EU-nämnden, socialutskottet och trafikutskottet.
Hon var ordförande i Svenska Ridsportförbundets dressyrkommitté 2012–2016.
Den 1 februari 2021 tillträdde Finstorp som landshövding i Norrbottens län, en tillsättning som särskilt uppmärksammades då Finstorp är den första kvinnan på posten.

### Familj
Lotta Finstorp är dotter till företagaren Tore Jonsson och läraren Eva Pedersén.